# Yuya Wada
Yuya Wada (jap. 和田 雄也, Wada Yuya; * 3. November 1991) ist ein japanischer Fußballspieler.

## Karriere
Yuya Wada erlernte das Fußballspielen in der Schulmannschaft der Toyama Daiichi High School sowie in der Universitätsmannschaft der Chukyo University. Seinen ersten Vertrag unterschrieb er 2014 bei Albirex Niigata Phnom Penh FC. Der Verein war ein Ableger des japanischen Vereins Albirex Niigata. Der Verein spielte in der ersten kambodschanischen Liga, der Cambodian League. 2015 wechselte er zum Ligakonkurrenten Boeung Ket Angkor in die  Provinz Kampongcham. Für den Klub absolvierte er zwei Erstligaspiele. Nach Myanmar zog es ihn Anfang 2016. Hier unterschrieb er einen Vertrag beim Yadanarbon FC. Der Verein aus Mandalay spielte in der ersten Liga, der Myanmar National League. Ende 2016 wurde er mit dem Klub myanmarischer Fußballmeister. Nach der Meisterschaft ging er 2017 nach Thailand. Hier schloss er sich Samut Songkhram FC. Mit dem Verein aus Samut Songkhram spielte er in der zweiten Liga, der Thai League 2. Am Ende der Saison musste der Verein den Weg in die Drittklassigkeit antreten. Nach dem Abstieg verließ er den Verein und wechselte zu seinem ehemaligen Verein Boeung Ket Angkor nach Kambodscha.

## Erfolge
Yadanarbon FC
- Myanmar National League: 2016